# ケイミュー
ケイミュー株式会社（KMEW Co., Ltd.）は、大阪市中央区に本社を置く、屋根材・外壁材・雨といの製造・販売を手がける外装建材の大手メーカー。パナソニックホールディングスの連結子会社、クボタの持分法適用関連会社。

## 概説
クボタと松下電工（後のパナソニック電工、現：パナソニックエレクトリックワークス社。以下同）の住宅外装建材部門が統合して2003年12月にクボタ松下電工外装株式会社（クボタまつしたでんこうがいそう）として設立され、2010年10月1日に現社名に変更。ブランドの「KMEW」は設立当初の英語表記「Kubota Matsushitadenko Exterior Works Ltd.」の頭文字を取ったもの。
総合外装材メーカーとして、屋根材、外壁材、雨といの開発・製造・販売をトータルに展開している。特にスレート屋根材、窯業系サイディングの分野で高いシェアを誇る。主力の新築住宅向けの商品をはじめ、リフォーム分野、小中規模施設・店舗分野への取り組みに注力している。

## 沿革
- 2003年（平成15年） - クボタ松下電工外装株式会社設立。
- 2007年（平成19年） - 屋根材「ROOGA」、外壁材「光セラPixcera」を発売。
- 2008年（平成20年） - 屋根材「カラーベスト クァッド」シリーズを発売。
- 2009年（平成21年） - 屋根材「カラーベスト グランデグラッサ」シリーズを発売。
- 2009年（平成21年） - 外壁材「親水セラ」発売。
- 2009年（平成21年） - 研究開発拠点の奈良テクノセンターを開設。
- 2010年（平成22年） - ケイミュー株式会社に商号変更。
- 2011年（平成23年） - 屋根材「カラーベスト コロニアル遮熱グラッサ」を発売。
- 2012年（平成24年） - 外壁材「光セラ セラトピア」を発売。
- 2014年（平成26年） - 雨とい「Archi-spec TOI」を発売。
- 2015年（平成27年） - 外壁材14ｍｍ厚の全商品を親水コート化。

## 主な製品
- 屋根材
  - ROOGA（ルーガ）
  - COLORBEST（カラーベスト）
  - スマートメタル：金属屋根材
  - リコロニー：カラーベスト専用リフォーム用金属屋根
- 外壁材（窯業系サイディング）
  - 光触媒コーティング外壁材 光セラ
  - 親水セラ
  - 親水パワーコート
  - 親水コート
  - ディズニーシリーズ外壁材
- 外壁材（金属サイディング）
  - はる・一番
- 雨とい
  - 住宅用雨とい
  - 大型建造物用雨仕舞商品
  - 雨水利用システム

## 主な工場
- 足利工場
- 鹿島工場
- 小田原工場
- 滋賀工場
- 伊賀事業所
- 堺工場
- 北九州工場
- 奈良テクノセンター（研究開発拠点）

## 完全子会社
- ケイミューホームテック株式会社 - 東京都中央区に所在する住宅外装施工・太陽光発電システム事業・住宅建材スクール事業の子会社。2011年7月にケイミュー東京外装株式会社（旧・東京ナショナル外装株式会社）とケイミュー東住建株式会社を統合。
- ケイミューシポレックス株式会社 - 2024年10月1日に住友金属鉱山シポレックス株式会社を買収、商号変更[4]。

かつて存在
- ケイミュービューセラ株式会社（旧・クボタビューセラ株式会社） - 岐阜県加茂郡に所在する焼成着色珪砂（カラーサンド）製造・販売の子会社。2021年4月にケイミューに吸収合併[5]。